# John Harrison
För andra betydelser, se John Harrysson (olika betydelser).
John Harrison, född 24 mars (g.s.) / 3 april (n.s.) 1693, död 24 mars 1776, var en engelsk snickare och självlärd urmakare som utvecklade och byggde världens första fungerande marina kronometer, alltså ett ur som var tillräckligt exakt för att kunna användas för att fastställa ett fartygs position genom att man räknade ut longituden utifrån urets tid. Detta löste det så kallade longitudproblemet.

## Harrisons tidiga år
John Harrison föddes i Foulby nära staden Wakefield i West Yorkshire som första barnet av fem i familjen. Hans far arbetade som snickare.
Runt 1700 flyttade familjen Harrison till byn Barrow upon Humber i North Lincolnshire. John följde i sin fars fotspår som snickare, men byggde och reparerade ur på sin fritid. Han hade även en fascination för musik och blev körledare i Barrows sockenkyrka.

## Longitud
Behovet av att på sjön kunna ange longituden fick det engelska parlamentet att 1714 utfästa ett pris på 10 000 pund åt den som tog fram en metod med vilken man under en 6 månader lång sjöresa kunde finna longituden på 4 tidsminuter (1°) när, eller 15 000 pund, om felet inte översteg 2 2/3 min., eller 20 000 pund, om felet kunde begränsas till 2 min. Denna senare uppgift löstes av John Harrison, som 1729 konstruerade ett transportabelt ur av dittills på långt när ej uppnådd kvalitet. Han tillverkade därefter flera andra kronometrar av förbättrad konstruktion samt slutligen en, vilken hans son 1761–62 medförde på en resa till Jamaica. Vid fartygets ankomst till Port Royal var urets avvikelse endast 5,1 sekunder, och vid återkomsten till Portsmouth uppgick avvikelsen sammanlagt endast till 1 min. 54,5 s. Harrison erhöll emellertid först 1765 hälften av det utsatta priset.

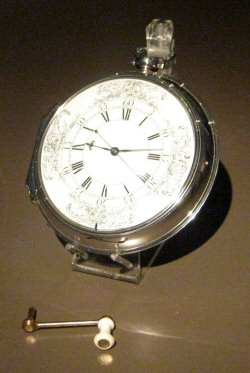
Harrisons marina ur (H4)

På 1730-talet byggde Harrison ett ur som sedermera fick beteckningen H1. Uret demonstrerades för medlemmar i Royal Society, som var skeptiska och krävde att modellen skulle testas till sjöss, något som med framgång gjordes under en kortare seglats till Lissabon och tillbaka.
Efter detta fick Harrison 200 pund för att fortsätta sitt arbete, och han utvecklade sedan modellerna H2, H3, H4 och H5. H4 var den första riktigt lyckade konstruktionen, när den testades vid en segling till Jamaica var skeppet bara tre kilometer från den plats man räknat sig fram till.
James Cook använde kronometern K1, en av urmakaren Larcum Kendall (1719–1790) framställd kopia av H4, på sin andra resa (1772–1775) och var mycket nöjd med resultatet, men klockorna var så dyra att en mätmetod baserad på observationer av månen fortsatte användas långt in på 1800-talet.

## Efterföljande historia
Efter första världskriget återfanns Harrisons olika ur i en lagerlokal på Royal Greenwich Observatory. De var i mycket dåligt skick, men Rupert Gould, en pensionerad sjöofficer, ägnade flera år åt att reparera och restaurera dem. Denne Gould, och inte Harrison själv, gav uren benämningarna H1—H5.
Idag finns de restaurerade H1, H2, H3 och H4 på National Maritime Museum vid observatoriet i Greenwich. H5 ägs av Worshipful Company of Clockmakers i London och finns utställd i Guildhall Library.

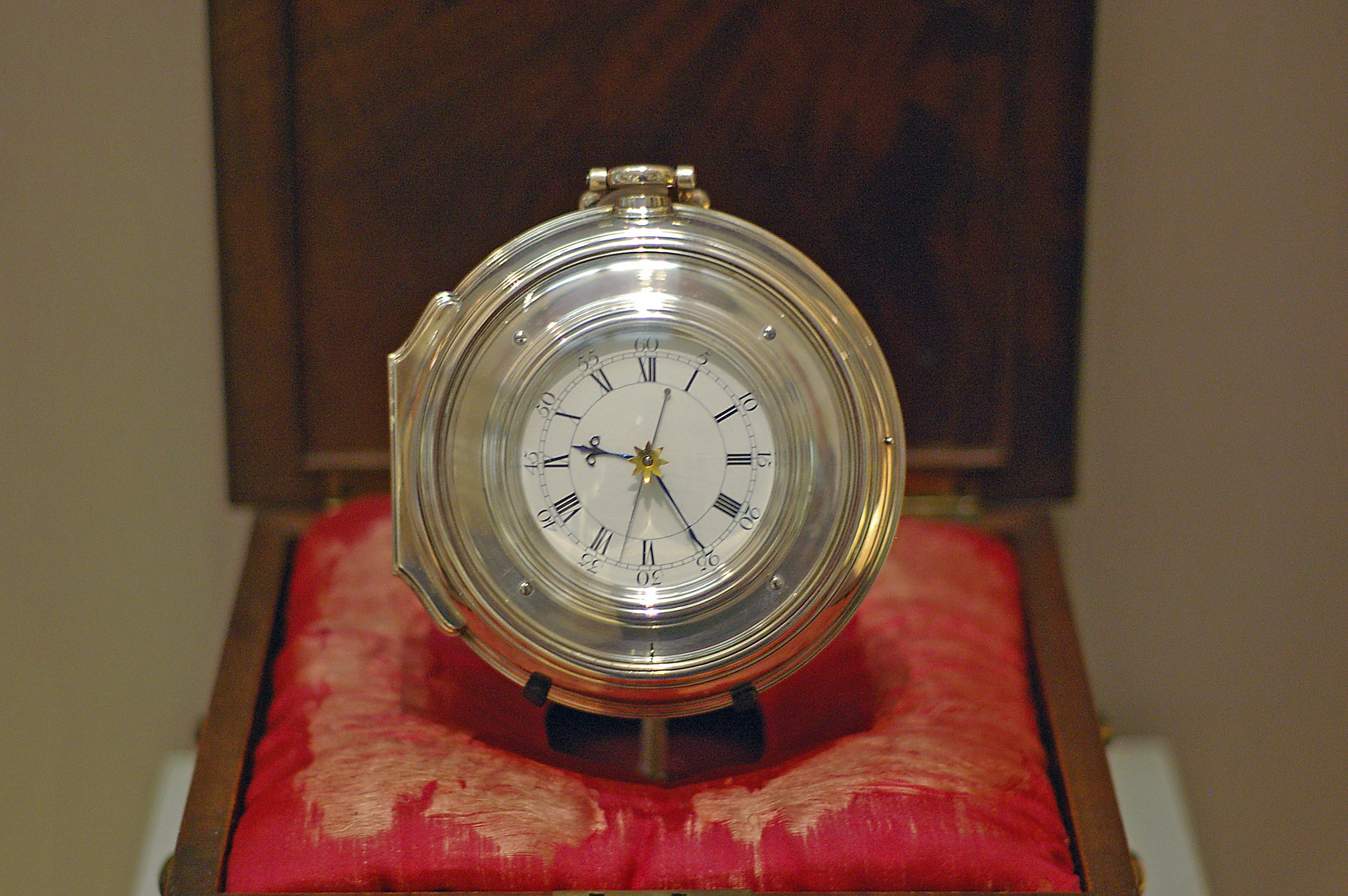
Harrisons Kronometer H5